# 茶の儀式
茶の儀式（ちゃのぎしき）は、お茶を作る儀式。東アジア文化圏において伝統がある。お茶の儀式の準備と展示を含む文化的な活動である。

## 歴史
初めて中国から体系的に茶の知識を持ち込んだ書物は唐の陸羽（733年 - 804年）の書いた『茶経』と言われている。この本には、茶の木の育て方、収穫方法と道具、たてかた、飲み方、歴史などが詳しく書かれている。

## 日本の茶道
茶を飲む習慣と茶の製法は平安時代に遣唐使によってもたらされた。当時中国茶は現代の烏龍茶に似た団子状の半発酵茶と考えられている。この茶の色こそが現代日本人のいうところの茶色である。
元来「茶湯」（ちゃとう）「茶の湯」といった。千利休は「数寄道」、小堀政一（遠州）は「茶の道」という語も使っていたが、江戸時代初期には茶道と呼ばれた（『茶話指月集』『南方録』など）。日本国外では、岡倉覚三（天心）が1906年にアメリカで出版した英文著書The Book of Tea（『茶の本』）で日本の茶の文化が紹介されている（岡倉は「茶道」をTeaismと訳している）。
主客の一体感を旨とし、茶碗に始まる茶道具や茶室の床の間にかける禅語などの掛け物は個々の美術品である以上に全体を構成する要素として一体となり、茶事として進行するその時間自体が総合芸術とされる。
現在一般に、茶道といえば抹茶を用いる茶道のことだが、江戸期に成立した煎茶を用いる煎茶道も含む。

## 中国の茶芸
中国では、茶の作法を「茶芸」（繁体字: 茶藝、簡体字: 茶艺）という。今日、日本で行われている中国茶の淹れ方は、福建・広東で発祥した形式である「工夫茶」である。工夫茶は、もともと烏龍茶の淹れ方であるので他の種類の茶葉には適さないが、現在では中国茶芸の主流となっており、他の茶葉も工夫茶で淹れられる。
中国茶はその種類が非常に多く、茶葉によって淹れ方が異なるため、「最もおいしく茶を淹れる方法」や一種のパフォーマンスとして、中国茶芸は発展した。中国においては、漢の時代には飲茶の習慣が根付いていたと考えられているが、嗜好品として広まったために、「道」としての茶道はおこらなかった。そのため、中国で単に「茶道」と言う場合は「日本の茶道」をさす。

## 韓国の茶礼
「茶礼」には「ko:다례（タレ）」と「ko:차례（チャレ）」の2つの読み方があり、タレは茶を飲む儀式を、チャレは供養の儀式を指す。前者が衰えたのち同名の後者に変容していった。茶礼 (韓国)を参照。